# Delaware (fleuve)
Ne doit pas être confondu avec Delaware River.
Pour les articles homonymes, voir Delaware (homonymie).
Le Delaware (anglais : Delaware River) est un fleuve du nord-est des États-Unis qui se jette dans l'océan Atlantique au travers de la baie du Delaware. Sa longueur totale de la source de son plus long bras jusqu'aux Delaware Capes marquant la fin de la baie est de 660 km, 579 km en ne prenant pas en compte la baie. 
Le bassin versant de la rivière Delaware a une superficie de 35 070 km2 et englobe 42 comtés et 838 municipalités dans cinq États américains: New York, New Jersey, Pennsylvanie, Maryland et Delaware
Son nom vient de Thomas West, baron De La Warr, qui fut un gouverneur anglais de la colonie de Virginie.

## Histoire
Le fleuve fut exploré de 1611 à 1614 par le navigateur hollandais Adriaen Block comme partie de la colonie de la Nouvelle-Néerlande. Il fut nommé Zuidrivier (fleuve du sud), car marquant le point le plus méridional de la colonie.
Sa plus célèbre traversée est celle faite sur des bateaux improvisés par George Washington et son armée durant la Révolution américaine dans la nuit du 25 au 26 décembre 1776.  Cela permit l'attaque surprise et la victoire sur les troupes de mercenaires hessiens lors de la bataille de Trenton.

## Géographie
Le fleuve Delaware constitue une partie des frontières entre les États de Pennsylvanie et de New York, la totalité de la frontière entre le New Jersey et la Pennsylvanie et la majeure partie de la frontière entre l'État du Delaware et celui du New Jersey. Il constitue une source importante d'approvisionnement en eau de la ville de New York.
L'affluent ou bras principal, nommé aussi occidental ou Mohawk, prend sa source dans le comté de Schoharie dans l'État de New York, à environ 575 mètres d'altitude, près du mont Jefferson, et coule de manière tortueuse à travers un plateau avant de se jeter dans une profonde auge de sédimentation, où a lieu un captage pour alimenter le réservoir Cannonsville. Ensuite, il marque la frontière de l'État au passage du 42e parallèle jusqu'à sa sortie des montagnes Catskill. De façon similaire, l'affluent ou bras oriental débute dans un petit étang au sud de Grand Gorge dans la ville de Roxbury dans le comté de Delaware coulant vers le sud jusqu'à son point de captage pour alimenter le réservoir Pepacton, le plus grand réservoir du système d'alimentation en eau de la ville de New York. La confluence se situe juste au sud d'Hancock (NY).
Après avoir quitté montagnes et plateau, le fleuve coule au travers des vallées, au bas des larges vallées des Appalaches, contourne la chaîne de Kittatinny, qu'elle traverse ensuite au Delaware Water Gap, entre des falaises presque verticales de calcaire, puis passe au travers d'un paysage de fermes et de forêt, diversifié par quelques plateaux et escarpements. Puis le fleuve traverse la plaine des Appalaches et rencontre à nouveau des collines à Easton, en Pennsylvanie. À partir de ce point, le  fleuve est bordé par intermittence de collines et à certains endroits de falaises dont les Nockamixon Rocks, falaises parfaites de 5 km de long et 60 mètres de haut.
À Trenton, existe une petite chute de 2,5 m de haut. En aval de Trenton, le fleuve coule entre Philadelphie et le New Jersey avant de s'élargir. Le cours rencontre alors une petite remontée maritime, il est bordé par de nombreux marais et s'élargit progressivement dans son grand estuaire, la baie du Delaware.

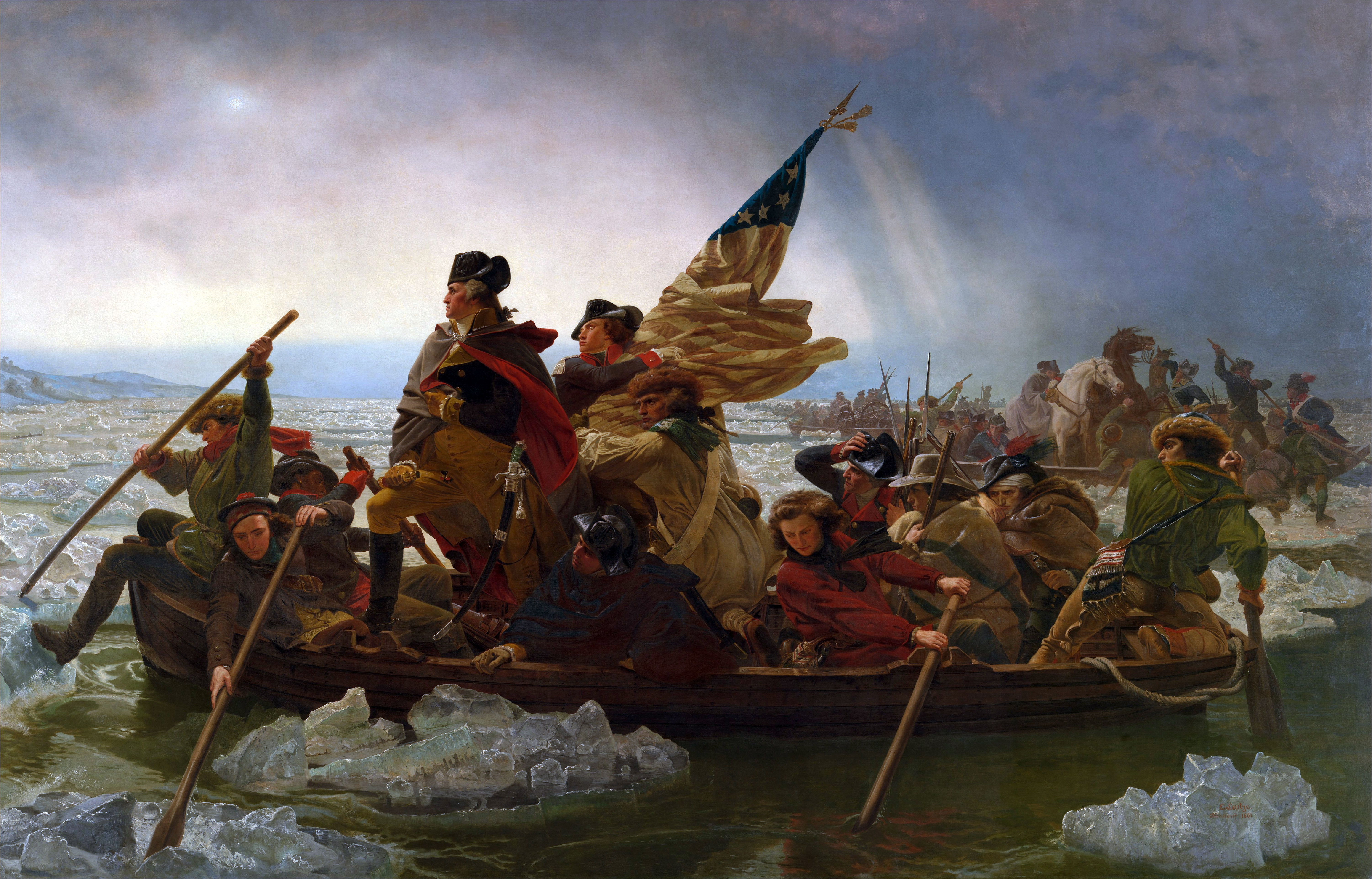
George Washington traversant le fleuve Delaware avant la bataille de Trenton.